# Campionato italiano di sitting volley
Il campionato italiano di sitting volley femminile è organizzato annualmente dalla FIPAV. La squadra vincitrice del torneo si fregia del titolo di Campione d'Italia e ottiene il diritto di portare sulla propria divisa lo scudetto.

## Storia del campionato
Il primo campionato italiano di sitting volley femminile si disputò nel 2017. Vi presero parte 6 club, che disputarono una fase eliminatoria in due gironi da 3 squadre ciascuno e un girone finale da 4 squadre. La finale si giocò a Pesaro e fu vinta dal Dream Volley Pisa SSD. L'anno successivo il numero delle partecipanti salì a 9; anche in tal caso nella finale disputata a Pisa a trionfare fu il Dream Volley Pisa SSD. Nel 2019 il numero delle partecipanti salì a 11; anche in tal caso nella finale disputata a Modena a trionfare fu il Dream Volley Pisa SSD. Nel 2020 il campionato non fu disputato a causa della pandemia di COVID-19. Nel 2021, a causa delle difficoltà legate ancora alla pandemia, tornarono a essere 8 le squadre partecipanti. Nella finale disputata a Tirrenia a trionfare fu di nuovo il Dream Volley Pisa SSD, per la quarta volta consecutiva.

## Albo d'oro
- 2017 - Dream Volley Pisa ASD
- 2018 - Dream Volley Pisa ASD
- 2019 - Dream Volley Pisa ASD
- 2020 - NON DISPUTATO
- 2021 - Dream Volley Pisa ASD